# Maldanella fibrillata
Maldanella fibrillata är en ringmaskart som beskrevs av Chamberlin 1919. Maldanella fibrillata ingår i släktet Maldanella och familjen Maldanidae. Inga underarter finns listade i Catalogue of Life.